# الکساندراو، بخش اسمازاتالی
الکساندراو، بخش اسمازاتالی (به لاتین: Aleksandrowo, Szamotuły County) یک منطقهٔ مسکونی در لهستان است که در Gmina Wronki واقع شده‌است.

## خصوصیات
الکساندراو ۵۱ نفر جمعیت دارد.